# Гожупя (Любуське воєводство)
Гожупя (пол. Gorzupia, нім. Gladisgorpe) — село в Польщі, у гміні Жагань Жаганського повіту Любуського воєводства.
Населення — 99 осіб (2011).
У 1975-1998 роках село належало до Зеленогурського воєводства.

## Демографія
Демографічна структура станом на 31 березня 2011 року:
|          | Загалом | Допрацездатний вік | Працездатний вік | Постпрацездатний вік |
| -------- | ------- | ------------------ | ---------------- | -------------------- |
| Чоловіки | 59      | 16                 | 39               | 4                    |
| Жінки    | 40      | 6                  | 25               | 9                    |
| Разом    | 99      | 22                 | 64               | 13                   |